# Loxostege sedakowialis
Loxostege sedakowialis is een vlinder uit de familie van de grasmotten (Crambidae). De wetenschappelijke naam van deze soort is voor het eerst voorgesteld als Botys sedakowialis door Eduard Friedrich Eversmann in een publicatie uit 1852.
De soort komt voor in Afghanistan en Oost-Siberië.